# Diego Marabelli
Diego Marabelli (né le 23 février 1914 à Zerbo et mort le 12 juillet 2006 à Pavie) est un coureur cycliste italien. Professionnel d'octobre 1936 à 1947, il a remporté trois étapes du Tour d'Italie.

## Palmarès
- 1935
  - Tour de Lombardie amateurs
  - 2e du Circuito delle Caminate
- 1936
  - 2e du Tour de Lombardie
- 1937
  - 2e du Tour de Romagne
  - 2e des Trois vallées varésines
- 1938
  - 11e étape du Giro dei Tre Mari
  - 16e étape du Tour d'Italie
  - 3e de Milan-Mantoue
  - 5e du Tour de Lombardie
- 1939
  - 8e étape du Tour d'Italie
  - 3e du championnat d'Italie sur route
- 1940
  - 3e étape du Tour d'Italie
- 1942
  - Milan-Modène
  - 3e de Turin-Bielle
  - 7e du Tour de Lombardie
- 1944
  - Coppa Guidetti
  - Trophée Luigi Novara
  - 2e de la Coppa San Geo

## Résultats au Tour d'Italie
4 participations
- 1938 : 11e, vainqueur de la 16e étape
- 1939 : 15e, vainqueur de la 8e étape
- 1940 : 15e, vainqueur de la 3e étape
- 1946 : 15e